# Дизраэли, Бенджамин
Бе́нджамин Дизраэ́ли (с 1876 года граф Биконсфильд; англ. Benjamin Disraeli, 1st Earl of Beaconsfield; 21 декабря 1804[…], Лондон — 19 апреля 1881[…], Вестминстер, Лондон, Британская империя) — британский государственный деятель Консервативной партии Великобритании, премьер-министр Великобритании в 1868 году и с 1874 по 1880 год, член палаты лордов с 1876 года, писатель, один из представителей «социального романа».
Во время премьерства Дизраэли был приобретён контрольный пакет акций Суэцкого канала, а также приняты законы против эксплуатации и легализованы профсоюзы.

## Биография
Родители Бенджамина имели еврейское происхождение, его дед (также Бенджамин) родился в Папской области (Италия), в городе Ченто близ Феррары, и в возрасте 18 лет эмигрировал в Англию, где он стал видным купцом и финансистом. Также он был членом Лондонской биржи и после смерти оставил 35000 фунтов стерлингов. Его единственный сын Исаак (Айзек) получил образование преимущественно в Лейдене, Нидерланды. Он посвятил себя литературной деятельности и написал несколько книг об английских писателях, а также три романа, последний из которых назывался «Падение иезуитов» (англ. The Fall of the Jesuits). В 35 лет он женился на Марии Басеви, часть предков которой по материнской линии принадлежала к старой еврейской семье Абоаб, бежавшей в Гамбург от инквизиции. У них было пятеро детей — девочка и четыре мальчика, старшим из которых был Бенджамин. В 13 лет мальчик был крещён и получил христианское воспитание, учился под руководством отца. В 1821 году поступил практикантом к адвокату и сразу обнаружил блестящие способности. Рано увлёкся литературой.

## Литературное творчество
Вслед за неизданным романом «Aylmer Papillon» он написал «Вивиан Грей» (1828) — историю светских и политических похождений молодого честолюбца. Литературный успех открыл перед Дизраэли двери великосветских салонов, где он учился политической интриге и находил материал для романов. Ясный практический ум, находчивость, остроумие, неотразимая личная привлекательность, честолюбие и железная настойчивость помогают Дизраэли завязать связи в высших сферах; путешествия на Восток (Турция, Малая Азия, Палестина) обогащают его воображение, расширяют кругозор, а выгодная женитьба навсегда освобождает от денежных затруднений.
В своих произведениях, отмеченных байронизмом, он развил теорию «героя», которому «всё позволено». Неслучайным является совпадение имён персонажей у Дизраэли и О. Уайльда (ср. «Вивиан Грей» и «Дориан Грей» и т. п.). Часто романы Дизраэли портретны: он изображал в них самого себя и других политических деятелей, что вызывало сенсацию.
Дизраэли сделал своё литературное творчество в его лучшей части средством пропаганды собственных социально-политических взглядов. Первый его социальный роман «Конингсби, или Новое Поколение» (1844) провозглашает идеалы «Молодой Англии» — объединение всех социальных слоёв нации в лоне эстетизированной государственной церкви под отеческим попечением земельной аристократии, омоложённой слиянием с новым классом промышленников, и под высшим протекторатом природного отца нации — монарха. Второй социальный роман Дизраэли — «Сибил, или две Нации» (1845) — пытается разрешить проблемы, заострённые чартистским движением. Автор предлагает религиозно-моральный и социально-политический союз между «двумя нациями» (между классами) — правящими и производящими.
Следующий роман Дизраэли — «Танкред, или новый Крестовый Поход» (1847) — полон экзотики и является пропагандой английского империализма, шествующего под знаменем креста и полумесяца.
Исторический роман «Алрой» посвящён еврейскому вопросу. Изображая Давида Алроя, лжемессию XII века, автор выступает своеобразным палестинофилом. Это произведение было впоследствии популярно среди сионистов.

## Взгляды
Дизраэли отстаивал приоритет врождённых прав англичанина перед правами человека. Величие Англии для Дизраэли было вопросом доминирования высшей расы: «Упадок расы неизбежен… если только она… не избегает всякого смешивания крови», — утверждал он.
Дизраэли пытался привлечь на сторону своего «национального дела» не только консервативную партию, но и рабочих, включив в число своих политических требований улучшение гигиены труда в промышленности и обеспечение рабочих сносными жилищными условиями. С помощью политики империализма и расовой иерархии он намеревался преодолеть социальную дистанцию между классами Англии — между «богатыми и бедными… между привилегированными и народом, между двумя нациями».

## Политическая карьера
После четырёх неудачных попыток пройти в парламент (сначала как либерал, опираясь на О’Коннелла) Дизраэли изменил программу и в 1837 году, наконец, избрался от партии тори. В парламенте он произносит нашумевшие в своё время речи за чартистов, группирует вокруг себя земельную аристократию, являясь душой партии «Молодая Англия».
Благодаря особому стечению обстоятельств Дизраэли достиг влиятельного политического положения. Когда после долгой борьбы Пиль вынужден был отказаться от системы протекционизма в пользу свободы торговли, Дизраэли, подружившись с лордом Джорджем Бентинком, сделался вместе с ним главой протекционистов и при обсуждении билля об отмене хлебных пошлин, внесённого Пилем в сессию 1846 года, обрушился на него всей тяжестью своей ловкой диалектики, едкого остроумия и горькой иронии и, хотя не мог помешать принятию этой меры, всё же спас свою партию от окончательного распада. Избранный в 1847 году представителем от графства Бэкингэмского, он возобновил эту борьбу в следующих сессиях. После смерти Бентинка (1848), которого он возвеличил в своей книге «англ. Lord George Bentinck: A Political Biography» (Лондон, 1851), протекционисты, до сих пор относившиеся к безродному и беспоместному Дизраэли с некоторой сдержанностью, вынуждены были формально признать его своим предводителем в нижней палате. В этом положении он успешно наносил удары и вигам, и реформистам, и партии Пиля, в чём ему немало помогли ошибки, совершённые правительством Рассела.

### Канцлер казначейства(1852, 1858—1859, 1866—1868)
Когда в феврале 1852 года министерство вигов окончательно распалось, граф Дерби принуждён был обратиться к содействию Дизраэли, дав ему в новом торийском кабинете портфель канцлера казначейства и вместе с тем роль лидера в нижней палате. Чтобы удержаться у кормила правления, Дизраэли отказался от протекционной системы; но внесённый им в палату бюджет показал, что в качестве министра финансов он не на своём месте. После суровой критики Гладстона бюджет был отвергнут громадным большинством, и уже в декабре того же года кабинет подал в отставку. Вспыхнувшая вслед за этим Восточная война отодвинула на время на задний план все партийные ссоры, и только после поражения Пальмерстона в вопросе о заговорщиках тори снова удалось в феврале 1858 года овладеть правительственной властью, причём Дизраэли получил прежний пост канцлера казначейства. На этот раз его финансовые меры имели лучший результат, да и взаимное недоверие радикалов и вигов некоторое время обеспечивало за ним большинство в парламенте. В это время он успешно провёл билль об упразднении Ост-Индской компании и допущении евреев в парламент. Однако внесённый им билль о реформе не удовлетворил большинства, и, когда назначенные по этому поводу новые выборы оказались не в пользу правительства, торийский кабинет в июне 1859 года снова сложил с себя власть.
Последовавший за тем пятилетний период министерства лорда Пальмерстона (1860—1865) ознаменовался некоторого рода перемирием между враждующими парламентскими партиями. Этому немало способствовала возгоревшаяся тогда Гражданская война в США, как бы свидетельствовавшая о непрочности демократических порядков. К чести Дизраэли надо сказать, что он за это время ни разу не увлёкся страстными симпатиями своей партии к делу рабовладельцев и во всех осложнениях, вызванных тогдашними событиями в Америке, сумел сохранить независимость взгляда на причины и цели войны в США.
После смерти Пальмерстона Дизраэли снова выступил на сессии 1866 года противником билля о реформе, предложенного новым министерством Рассела — Гладстона, и, свергнув это министерство (июль 1866 года), снова сделался канцлером казначейства в министерстве Дерби. Но грозные размеры, принятые между тем агитацией за реформу, убедили его ещё в том же году в необходимости широких уступок по вопросу о преобразовании парламентского представительства, и в 1867 году он внёс в парламент билль о реформе, который в сравнении со всеми предшествовавшими должен быть без обиняков назван радикальным. Изумительный талант и несокрушимая настойчивость, с которыми он провёл эту первоклассную меру вопреки традициям своей собственной партии, доставили ему величайший политический триумф и проложили путь к последней ступени власти, которую ещё оставалось ему достигнуть.

### Премьер-министр (1868)
Когда в феврале 1868 года граф Дерби по слабости здоровья сложил с себя звание премьер-министра, Дизраэли наследовал ему в этой должности. В своей вступительной речи он возвестил «настоящую либеральную политику», и, судя по его действиям в 1867 году, никто не сомневался в том, что он исполнит своё обещание. Вскоре, однако, выяснилось, что никаких новых шагов по пути реформ от него ожидать нельзя. В сессии 1868 года он упорно противился всем предложениям либералов об ирландских реформах и главным образом уничтожению государственной церкви в Ирландии. Защитником этой церкви он выступил также в своём новом романе «Лотарь» (3 ч., 1870, русский перевод в «Заре» 1870 года). Не обращая внимания на либеральное большинство парламента, он заявил, что уступит только воле нации, которая должна выразиться в новых общих выборах. Когда эти выборы оказались против него, он сложил с себя власть, не дожидаясь собрания нового парламента (декабрь 1868 года).

### Лидер оппозиции
Королева предложила ему при этом случае звание пэра. Он принял предложение только для своей жены (вдовы его парламентского товарища Виндгэма Льюиса, на которой он женился в 1839 году; умерла 15 декабря 1872 года виконтессой Биконсфильд); сам же предпочёл сохранить своё место в нижней палате.
После смерти графа Дерби (23 октября 1869 года) Дизраэли наконец получил предводительство над всей консервативной партией, главой которой оставался вплоть до своей смерти. Ввиду громадного большинства, полученного его противником Гладстоном на новых выборах, политика Дизраэли в первые последовавшие за этим годы ограничивалась упорным противодействием всем великим преобразовательным мерам, прославившим министерство Гладстона. Уничтожение государственной церкви в Ирландии, ирландский поземельный билль, военная реформа, билль о народном образовании и об открытой подаче голосов — всё это подвергалось более или менее энергичным нападкам со стороны Дизраэли. Но преобразовательная политика либералов мало-помалу вызвала консервативную реакцию в английском народе, и после новых общих выборов в феврале 1874 года Дизраэли оказался, к удивлению всех партий, во главе такого же громадного большинства, как за 6 лет перед тем Гладстон.

### Второй срок в качестве премьера
Программой образованного им консервативного министерства он выставил преимущественно социальную реформу, улучшение общих гигиенических условий страны и положения рабочих классов. Вместе с тем было заявлено, что в отношении внешней политики правительство намерено более решительным образом действий поднять уроненный либералами престиж Англии. Относительно социальных реформ он отчасти исполнил своё обещание в сессиях 1874—1876 годов изменениями акта о факториях, актом об улучшении жилищ рабочих классов, новым актом о мореходстве и т. д.
Началом же возвещённого им решительного образа действий во внешней политике должны быть признаны поездка наследника престола принца Уэльского в Индию (октябрь 1876 года), покупка акций Суэцкого канала (ноябрь 1875 года) и провозглашение королевы Виктории императрицей Индии (апрель 1876 года). Все эти меры были направлены против политики России в Азии. В начале русско-турецкой войны Дизраэли был совершенно готов выступить в пользу Турции с оружием в руках, но в этом ему помешала могущественная оппозиция, организованная против англо-турецкого союза предводителем либералов Гладстоном. Тем не менее, своим угрожающим поведением в отношении России и поданной Турции тайной надеждой на поддержку Англии он много содействовал неуспеху Европейской конференции в Константинополе и началу военных действий между Россией и Турцией.
По закрытии сессии 1876 года, чувствуя себя по преклонности лет неспособным к дальнейшему предводительству в нижней палате, Дизраэли сложил с себя эту обязанность и был возведён в звание виконта Гугенден и графа Дизраэли.
Во всё время войны он сохранял нейтралитет, не скрывая, однако, своих симпатий к туркам. Когда же война окончилась в пользу России и турки обратились к посредничеству Англии, он бросил вызов России, послав в январе 1878 года военный флот в Дарданеллы и по заключении Сан-Стефанского договора, многие существенные пункты которого ему хотелось изменить, призвал в армию резервистов и вызвал на Мальту 7000 солдат индийских войск (апрель 1878 года).
При таком положении дел Россия согласилась на созыв Берлинского конгресса; но ещё до открытия его заседаний Дизраэли вошёл в тайное соглашение с Россией, сделав ей много важных уступок, а также с Турцией, которой за уступку Кипра Соединённому королевству гарантировал в будущем защиту всех остальных её владений против всяких агрессивных планов. Обнародование этих тайных договоров, равно как холодность Дизраэли к Греции, несколько омрачили блеск его появления на Берлинском конгрессе. Тем не менее, по возвращении в Англию 16 июля 1878 года он был встречен общим восторгом, как творец «почётного мира» (англ. реасе with honour).
Королева пожаловала ему орден Подвязки, город Лондон — звание почётного гражданина. Вообще в это время он находился в апогее своего могущества и славы смелого, не знающего трудностей государственного человека; но торжество его продолжалось недолго. Бесславная война с зулусами, не одобряемая самим Дизраэли, война в Афганистане, стоившая Англии громадных денег, застой в делах, прекращение внутренних реформ — всё это произвело переворот в общественном мнении и подорвало доверие народа к тори. Дизраэли рассчитывал поправить дело, распустив палату, но блестящая победа либералов на новых общих выборах в апреле 1880 года принудила его уступить место Гладстону. С этих пор, хотя влияние его всё ещё было велико, он сравнительно редко принимал участие в парламентских делах.
В 1929 году в США Альфред Грин снял фильм по его биографии.

## Похороны
Вскоре после своей речи об английской политике в Афганистане, произнесённой в марте 1881 года, он заболел и 19 апреля скончался от бронхита. Еще при жизни ему предложили провести государственные похороны, но Дизраэли отклонил это предложение в своем завещании. Согласно выраженному им пожеланию, он был похоронен в своём поместье Гугенден в Бекингэмском графстве, рядом со своей женой Мэри-Энн (в девичестве Эванс, по первому мужу Льюис), которой Дизраэли был обязан большей частью своего состояния. Королева Виктория прислала венок из первоцветов с написанной от руки запиской — «дань признательности и соболезнования от королевы Виктории».

По предложению Гладстона, парламент постановил воздвигнуть ему памятник в Вестминстерском аббатстве. 28 февраля 1882 года в гугенденской приходской церкви Дизраэли поставлен монумент, изваянный скульптором Бэльтом по заказу королевы Виктории (из сицилийского мрамора). Так как Дизраэли умер бездетным, то вместе с ним угасло и пожалованное ему пэрство. Наследником всех его богатств был назначен по духовному завещанию племянник Конингсби Дизраэли, сын его брата Ральфа.